# Juan Agustín Pérez Alsina
Juan Agustín Pérez Alsina (Salta, 8 de marzo de 1954) es un abogado y político argentino. Se desempeñó como senador nacional por su provincia natal y antes de eso como Diputado Provincial por la capital salteña y Concejal de la Ciudad de Salta. Fue uno de los fundadores del Partido Renovador de Salta, del que forma parte hasta el presente.
Juan Agustín realizó su primaria en el Colegio Belgrano y sus estudios secundarios en el Bachillerato Humanista Moderno. Se recibió de abogado en la Universidad Católica de Salta.
Es exprofesor de Derecho Administrativo designado por Concurso Público de antecedentes y oposición según Resolución N.º 057/92 de la Universidad Nacional de Salta. Supo ser Profesor Adjunto de Derecho Constitucional de la Facultad de Ciencias Jurídicas de la Universidad Católica de Salta (U. C. S.). Fue Profesor de la Escuela de la Magistratura del Poder Judicial de la Provincia de Salta.
Pérez Alsina fue elegido concejal para el periodo 1989-1991 por el PRS y fue reelecto por dos mandatos consecutivos (1991-1993, 1993-1995). Durante su segundo periodo como concejal fue elegido presidente del cuerpo deliberante.
En 1995 es elegido como diputado provincial en representación del departamento de la capital. Ejerció el cargo durante cuatro años hasta 1999. Durante su mandato como diputado fue elegido convencional constituyente para la reforma del año 1998.
En el año 2003 es elegido como convencional constituyente para reformar la constitución de Salta una vez más.
Fue Miembro del Consejo de la Magistratura de la Provincia de Salta entre el 2003 y el 2007.
En 2006 es el vicepresidente de Andrés Zottos en las elecciones internas por la conducción partidaria de la mano de Juan Manuel Urtubey. Al ganar las internas establecieron una alianza con el Partido de la Victoria y llevaron como candidatos a gobernador y vicegobernador al kirchnerista Juan Manuel Urtubey y al renovador Andrés Zottos. Pérez Alsina fue el candidato a senador de ese frente.
Asumió el cargo de senador nacional el 10 de diciembre de 2007, en representación de la alianza PRS-FPV. En el Senado integró las siguientes comisiones: Apoyó a las obras del Río Bermejo; Justicia y Asuntos Penales; Legislación General; Agricultura, Ganadería y Pesca; y Derechos y Garantías. Finalizó su mandato en 2013 y no se presentó para renovar su banca.
En el 2019, con el cambio del gobierno provincial, Gustavo Sáenz lo eligió como Fiscal de Estado y el senado provincial aprobó su designación.